# Ди Маджо, Джон
Джон Уильям Ди Маджо  (англ. John William DiMaggio; 4 сентября 1968, Норт-Плейнфилд, Нью-Джерси, США) — американский актёр озвучивания, наиболее известный по своим работам над мультсериалами «Футурама», в котором он озвучил Бендера, «Время приключений», в котором он озвучил Джейка и  серией мультиплатформенных игр «Gears of War», где голосом Ди Маджио говорит главный герой франшизы сержант Маркус Феникс. Также известен такими персонажами, как  Мото Эд и Доктор Драккен из «Ким Пять-с-плюсом», пингвин Рико из серии мультфильмов «Мадагаскар» и «Пингвины Мадагаскара», спортсмен Вакка из «Final Fantasy X», злодей Носорог из «Spider-Man», Fu Dog в «American Dragon: Jake Long», Аквамен из «Бэтмен: Отважный и смелый».

## Биография
Родился в городе Норт-Плейнфилд, штат Нью-Джерси, в семье итальянского происхождения, воспитывался в католической вере. в 1986 году окончил местную среднюю школу, затем Ратгерский университет.

## Работа
Джон Уильям Ди Маджо в прошлом занимался стэнд-ап-камеди, появляясь на сцене в составе комедийного дуэта «Red Johnny and the Round Guy», а также исполнил несколько ролей в кинофильмах. Наиболее известной является роль Стива Балмера в фильме «Пираты Силиконовой долины». Однако Ди Маджо, в основном, известен как актёр озвучивания.

## Мультипликационные сериалы
- Father of the Pride The Snout Brothers, Tom the Antelope
- Американский дракон: Джейк Лонг (Фу Дог)
- El Tigre, El Oso
- Футурама (Бендер, Флексо, Эльзар и др. персонажи)
- Звёздные войны: Войны клонов (2008) 2 Сезон (первое появление генерала Гривуса);
- Цап-царап (Tad and Lunk, two of the Chumpy Chumps)
- Новая школа императора (Mr. Notaempa in the episode «Attack Sub»)
- Бен-10, Бен-10: Инопланетная сила, Бен-10: Инопланетная сверхсила
- Приключения Джеки Чана (Hak Fu)
- Самурай Джек (Шотландец)
- Where My Dogs At? (Dog Catcher and additional voices)
- Ким Пять-с-Плюсом (Доктор Драккен и Мото Эд)
- Teen Titans (Mechanic, Brother Blood)
- Лига справедливости (Dreamslayer)
- Celebrity Deathmatch (Additional voices in new episodes)
- Korgoth of Barbaria (Stink/Scrotus/various others)
- Время приключений с Финном и Джейком (Jake the Dog, Iceclops, Muscle princess)
- Brandy & Mr. Whiskers («Johnny Branch»)
- The Spectacular Spider-Man (Flint Marko/Sandman, Hammerhead)
- Чаудер (Shnitzel) (Chowder’s Girfriend and onwards)
- Симпсоны (Бендер в эпизодах «Future-Drama» (2005) и «Simpsorama» (2014))
- Гравити Фолз (Manly Dan)
- Zombie College (Zik)
- Мой шумный дом (Пухлый)
- Губка Боб Квадратные Штаны (BlackJack SquarePants in the episode «BlackJack»)
- The Boondocks (TV series) (Various Characters)
- Аватар: Легенда об Аанге (Actor portraying Iroh and actor portraying Toph In the episode 'The Ember Island Players')
- Бэтмен: Отважный и смелый (Аквамен и Горилла Гродд)
- Покемон (Don Georgie)
- Озорные анимашки (Невероятный гном во ртах людей)
- Корпорация «Заговор» (Гленн Дельфман)

### Полнометражные мультфильмы
- Мадагаскар, Пингвины Мадагаскара и Мадагаскар 2 (Рико)
- Астерикс и викинги (В английском дубляже: Timandahaf)
- Reign: The Conqueror as the English voice of King Philip
- Принцесса Мононокэ (В английском дубляже: Gonza)
- Помпоко: Война тануки (English dub: Ryutaro)
- Casper's Scare School (Stinky and frankengymteacher)
- Ди: Жажда крови (несколько голосов)
- Golgo 13: Queen Bee (Golgo13)
- Черепашки-Ниндзя (2007) (Colonel Santino)
- Afro Samurai (Brother #2)
- Superman: Doomsday (Toyman)
- Футурама: Крупное дело Бендера (Бендер и дополнительные голоса)
- Футурама: Зверь с миллиардом спин (Бендер и дополнительные голоса)
- Футурама: Игра Бендера (Бендер и дополнительные голоса)
- Футурама: В дикую зеленую даль (Бендер и дополнительные голоса)
- Би Муви: Медовый заговор (voice of Janitor, bailiff)
- Ninja Scroll: The Series (Rokai)
- Том и Джерри: Быстрые и бешеные (J.W. / Spike)
- Аниматрица (Английская версия); voice of Crew Man (in Последний полет «Осириса») and Kaiser (in Программа)
- Скуби-Ду и Бэтмен: Отважный и смелый (Аквамен, Мистер Фриз, Багровый Плащ)
- Бэтмен: Под красным колпаком (Джокер)

### Короткометражные мультфильмы
- Бэтмен: Смерть в семье (Джокер)

### Компьютерные игры
- The Chronicles of Riddick: Escape from Butcher Bay (дополнительные голоса охранников)
- Crash: Mind over Mutant (Uka Uka)
- Crash Nitro Kart (Tiny Tiger)
- Crash of the Titans (Uka Uka)
- Final Fantasy X и Final Fantasy X-2 (Wakka of Besaid, Kimahri Ronso)
- Final Fantasy X-2 (Wakka, Kimahri Ronso)
- Final Fantasy XII (Migelo, Gilgamesh)
- Futurama (Bender)
- Gears of War (Marcus Fenix)
- Gears of War 2 (Marcus Fenix, Franklin the Meatflag)
- Gears of War 3 (Marcus Fenix)
- Gears of War 4 (Marcus Fenix)
- Gears 5 (Marcus Fenix)
- Halo 3 (Brute Chieftain, Marine)
- Kingdom Hearts II (Jacoby (Undead Pirate B))
- Kingdom Under Fire: Circle Of Doom (Regnier)
- MadWorld (один из двух дикторов)
- Scarface: The World is Yours (Hitman)
- The Simpsons Game (Bender)
- Spider-Man 2 (Rhino, Jack)
- Superman Returns (Bizzaro)
- Ultimate Spider-Man (дополнительные голоса)
- Valkyria Chronicles (Jann, Gen. Damon)
- Vampire: The Masquerade — Bloodlines (Smiling Jack)
- X-Men Legends (Juggernaut, General Kinkaid)
- X-Men Legends II: Rise of Apocalypse (Juggernaut)

### Фильмы
- Пираты Силиконовой долины (сыграл генерального директора Microsoft Стива Балмера)
- Трансформеры: Месть падших (озвучивал десептикона Сайдуэйза)
- Суперпёс (озвучивал бульдога)
- Трансформеры: Эпоха истребления (озвучивал автобота Кроссхейрза)
- Трансформеры: Последний рыцарь (озвучивал автобота Кроссхейрза)